# Bernard Berisha
Bernard Berisha [bernard beriša] (* 24. října 1991, Peć, SFR Jugoslávie) je kosovský fotbalový záložník a reprezentant, od roku 2016 hráč ruského klubu FK Anži Machačkala. Hraje na levé straně zálohy.

## Klubová kariéra
- KF Besa Pejë 2010–2012
- KS Besa Kavajë 2012–2014
- KF Skënderbeu Korçë 2014–2016
- FK Anži Machačkala 2016
- RFK Terek Groznyj[2] 2016–

## Reprezentační kriéra
V A-mužstvu Kosova debutoval 10. 10. 2015 v přátelském zápase v Prištině proti reprezentaci Rovníkové Guiney (výhra 2:0, tehdy ještě Kosovo nebylo členem FIFA).